# LMBT-kronológia (1970-es évek)
Ez az oldal a leszbikus, meleg, biszexuális és transznemű (LMBT) emberek jogainak történetében bekövetkezett fontosabb eseményeket tartalmazza.
« korábbi események

## 1970
- 1970 június 28. – New York-ban megrendezik az Egyesült Államok első pride-felvonulást, Christopher Street Liberation Day néven.[1][2] A melegek Los Angeles-ben, Chicago-ban és San Franciscóban is felvonulnak.
- 1970 október 13. – Megalakul a brit Gay Liberation Front.[3] A szervezetet 1971-ben jegyzik be.
- 1970 – Carl Wittman megjelenteti "A Gay Manifesto" című kiáltványát.[4]
- 1970 – Ausztráliában megalakul a CAMP (Campaign Against Moral Persecution) nevű LMBT-szervezet.[5]

## 1971
- 1971 – Colorado, Idaho és Oregon hatályon kívül helyezi a szodómiára vonatkozó törvényeket. Mormon és katolikus csoportok tiltakoznak.[6]
- 1971 – Ausztria megszünteti a homoszexualitás büntethetőségét.
- 1971 – Costa Rica megszünteti a homoszexualitás büntethetőségét.
- 1971 – Finnország megszünteti a homoszexualitás büntethetőségét.
- 1971 – Hollandia azonos beleegyezési korhatárt (16 év) állapít meg az azonos és a különböző neműek közti szexuális kapcsolat esetére.
- 1971 – Az Egyesült Államokban megalakul a Libertariánus Párt, amely azt hirdeti, hogy hatályon kívül kell helyezni minden olyan bűncselekményfajtát, így a szodómiát is, amelynek nincs áldozata.
- 1971 – Society Five néven melegjogi szervezet jön létre az ausztráliai Melbourne-ben.
- 1971 – Dr. Frank Kameny az első nyíltan meleg jelölt az amerikai kongresszusi választásokon.
- 1971 – Ken Togo, a magát "buzi"-ként definiáló radikális aktivista első alkalommal indul, nyíltan meleg jelöltként a választásokon Japánban.[7]
- 1971 – Kiengedik a börtönből Everett George Klippertet, az utolsó meleg férfit, akit 1965-ben börtönbe zártak homoszexualitása miatt Kanadában.

## 1972
- 1972 – A Michigan-beli Ann Arbor az Egyesült Államokban elsőként fogad el melegjogokkal foglalkozó jogszabályt.
- 1972 – Norvégia megszünteti a homoszexualitás büntethetőségét.
- 1972 – Hawaii megszünteti a homoszexualitás büntethetőségét.
- 1972 – Svédország elsőként engedélyezi, hogy a transzneműek ingyenes hormonkezelésben részesüljenek, és törvény szerint is megváltoztathassák a nemüket.[8]
- 1972 – Megalapítják a PFLAG-et, az amerikai leszbikusok és melegek szüleinek, családtagjainak és barátainak szervezetét (az eredeti név: Melegek szülei; POG). Az alapító, Jeanne Manford általános iskolai tanár együtt vonul meleg fiával és férjével az 1972. június 25-i New York-i Pride-felvonuláson.[9]

## 1973
- 1973 december 15. – Az Amerikai Pszichológiai Szövetség eltávolítja a homoszexualitást az elmezavarokat tartalmazó ún. DSM-II listáról.
- 1973 – Málta megszünteti a homoszexualitás büntethetőségét.
- 1973 – Nyugat-Németországban 18 évre csökkentik a beleegyezési korhatárt homoszexuális kapcsolatoknál (heteroszexuális kapcsolatoknál ez akkor 14 év volt).

## 1974
- 1974 – Kathy Kozachenko személyében először választanak meg nyíltan homoszexuális politikust (az Ann Arbor-i önkormányzat képviselője lesz).[10]
- 1974 – Elaine Noble személyében másodszor választanak meg nyíltan homoszexuális politikust (a massachusettsi törvényhozás képviselője lesz). 1975. január 1-én iktatják be.[11]
- 1974 – Fritz Klein megalapítja a Biszexuális Fórumot.
- 1974 – Ohio hatályon kívül helyezi a szodómiára vonatkozó törvényt.
- 1974 – Londonban elindul az első telefonos meleg segélyvonal.
- 1974 – Robert Grant megalapítja az American Christian Cause („Amerikai Keresztény Ügy”) nevű szervezetet, amelynek elsődleges célja a „melegek nyomulásának” megakadályozása: ez az amerikai modern keresztény jobboldal mozgalom indulása.
- 1974 – Másodszorra ítélik börtönbüntetésre homoszexualitása miatt Szergej Paradzsanov szovjet filmrendezőt.
- 1974 – Megnyitja kapuit Joan Nestle és Deborah Edel leszbikus pár New York-i lakásában a „Leszbikus Herstory Archívum”.[12]

## 1975
- 1975 – Kalifornia megszünteti a homoszexualitás büntethetőségét.
- 1975 – Dél-Ausztrália az első ausztrál tagállam, amely megszünteti a homoszexualitás büntethetőségét.
- 1975 – Panama a második ország a világon, mely lehetővé teszi a transzneműek hivatalos nemváltását.
- 1975 – Londonban megalakul az öt évig működő Gay Left, egy marxista meleg csoport, mely azonos címmel hathavonta folyóiratot adott ki. Utolsó száma 1980 nyarán jelent meg.[13][14]

## 1976
- 1976 – Robert Grant megalapítja első országos szervezetét, a Christian Voice-t („Keresztény Hang”).
- 1976 – A Homoszexuális Jogi Reform Koalíció és a Meleg tanárok csoportjának létrehozása Ausztráliában.
- 1976 – Az ausztrál fővárosi terület megszünteti a homoszexualitás büntethetőségét.
- 1976 – Dániában egységesítik a beleegyezési korhatárt.

## 1977
- 1977 november – Harvey Milk személyében harmadszor választanak meg nyíltan homoszexuális politikust (a San Franciscó-i önkormányzat képviselője lesz).
- 1977 – A floridai Dade megye melegeket is érintő emberi jogi rendeletet fogad el, amelyet még ebben az évben visszavonnak az Anita Bryant vezette militáns tiltakozó akciók („Mentsétek meg gyermekeinket a homoszexualitástól!” (Save Our Children…) mozgalom) miatt.
- 1977 – Québec a szexuális orientáció alapján történő diszkriminációt tiltó törvényt fogad el, ez az első olyan, városnál vagy megyénél nagyobb közigazgatási egység, ahol ilyen tartalmú törvény lép életbe.
- 1977 – Jugoszlávián belül Horvátországban, Montenegróban, Szlovéniában és a Vajdaságban megszüntetik a homoszexualitás büntethetőségét.
- 1977 – Az első San Franciscó-i Leszbikus és Meleg Filmfesztivál megrendezése.

## 1978
- 1978 – Az első Sydney-i meleg és leszbikus felvonulás, a Mardi Gras megrendezése.
- 1978 augusztus 8. – Az angliai Coventry-ben létrejön a Nemzetközi Meleg Szövetség (IGA), mely 1986-ban ILGA-ra (Nemzetközi Meleg és Leszbikus Szövetség) változtatja a nevét. A nemzetközi ernyőszervezetet angol, francia, dán, asztrál, északír, ír, olasz, holland, skót és amerikai szervezetek alapítják. Az ülés elnökei Rob Pistor (COC; Hollandia) és Peter Ashman (CHE; Anglia).[15]
- 1978 november 27. – San Franciscóban Dan White korábbi képviselő meggyilkolja Harvey Milk meleg képviselőt és George Moscone polgármestert.

## 1979
- 1979 – Az első Nemzeti Melegjogi Menet Washingtonban.
- 1979 – Harry Hay megalapítja Radikális Tündérek nevű mozgalmát.
- 1979 – Kuba megszünteti a homoszexualitás büntethetőségét.
- 1979 – Spanyolország megszünteti a homoszexualitás büntethetőségét.

» későbbi események

## Fordítás
- Ez a szócikk részben vagy egészben  a   Timeline of LGBT history című angol Wikipédia-szócikk ezen változatának fordításán alapul.  Az eredeti cikk szerkesztőit annak laptörténete sorolja fel. Ez a jelzés csupán a megfogalmazás eredetét és a szerzői jogokat jelzi, nem szolgál a cikkben szereplő információk forrásmegjelöléseként.